# System kurialny
System kurialny – sposób wyboru przedstawicieli do zgromadzenia, charakteryzujący się podziałem wyborców na tzw. kurie. Liczba deputowanych pochodzących z wyboru danej kurii zależeć może od cenzusu majątkowego, wykształcenia, bądź też statusu społecznego.
Przykładem państwa, w którym obowiązywał system kurialny, były Austro-Węgry (do 1907) czy wchodząca w skład Austrii Galicja, gdzie mieszkańcy wybierali w ten sposób swych przedstawicieli do Sejmu Krajowego do 1918 r.